# Armathia
Armathia (griechisch Αρμάθια [arˈmaθja] (n. pl.)) ist eine heute unbewohnte griechische Insel etwa 3 km nordwestlich von Kasos. Von dort aus ist sie mit kleinen Booten zu erreichen. Zusammen mit weiteren kleinen Inseln bildet Armathia eine Inselkette nordwestlich von Kasos, welche die Nordwestküste dieser Dodekanes-Insel vor der Brandung schützt.
Im griechischen Befreiungskrieg nutzte die osmanische Flotte die Insel als Stützpunkt für einen Feldzug gegen die auf der griechische Seite kämpfenden Kasioten.
Im 19. Jahrhundert war Gips das wichtigste Exportgut der Insel, die jährliche Produktion betrug etwa 8000 Tonnen. Das einzige Dorf hatte etwa 100 ständige Einwohner, die von Ackerbau und Viehzucht lebten. In der Volkszählung von 1951 wurden noch acht Einwohner erfasst. Am 2. Februar wird jährlich an der einzigen Kirche Ypapandi (Υπαπαντή ‚Begegnung‘) das Fest der Darstellung des Herrn (Υπαπαντή Hypapante) gefeiert. Es erinnert daran, wie Jesus durch den Propheten Simeon und die Prophetin Hanna als Messias erkannt wurde.
Armathia hat einen schönen Badestrand. Die Insel ist Teil des 15,73 km² großen Natura 2000 Gebietes Kasos und Kasonisia (Κάσος και Κασονήσια) GR 4210001.